# The Racing Rats
The Racing Rats is de derde single van het album An End Has A Start van de Britse indie rockband Editors.Het nummer behaalde de Top 40. Het kwam als hoogste binnenkomer binnen op nummer 17. Nooit eerder behaalde een nummer van deze groep de Top 40. Het nummer stond zes weken achter elkaar op 1 in de Kink 40, iets wat geen enkele andere groep in 2007 is gelukt.

## Clip
In de videoclip is zanger Tom Smith te zien, terwijl hij door een straat loopt. Ook ander bandleden zijn te zien in deze clip. Een meisje tekent tijdens de clip een grote cirkel met stoepkrijt op de straat. Wanneer de avond valt, gaat de cirkel over in een eclips. Aan het einde van de clip ziet men een groot fel licht en is er geen spoor van het meisje of van iemand anders.

## Tracks
CD
1. "The Racing Rats" (Radio Edit) - 3:50
2. "Banging Heads"

Vinyl
1. "The Racing Rats" (Original Demo)
2. "A Thousand Pieces" - 3:42

Limited Vinyl 1
Transparent red vinyl
1. "The Racing Rats" (Live from Wolverhampton Civic Hall)
2. "Smokers Outside The Hospital Doors" (Live Demo)

Limited Vinyl 2
1. "Escape The Nest" (Demo)
2. "When Anger Shows" (Demo)

CD1 (PIAS Europese Release)
1. "The Racing Rats" (Radio Edit)
2. "When Anger Shows" (Live)
3. "Lights" (Live)
4. "Smokers Outside The Hospital Doors" (Live)

CD2 (PIAS Europese Release)
1. "The Racing Rats" (Live)
2. "The Weight Of The World" (Live)
3. "Fingers In The Factories" (Live)
4. "An End Has A Start " (Live)

DVD (PIAS Europese Release)
1. "The Racing Rats" (video)
2. "Smokers Outside The Hospital Doors" (VPRO Session @ Lowlands)
3. "An End Has A Start " (video)

CD3 (PIAS Europese Release)
1. "The Racing Rats" (Radio Edit)
2. "The Racing Rats" (Live)
3. "Banging Heads"
4. "A Thousand Pieces"

Promo:
1. "The Racing Rats" (Radio Edit) - 3:50
2. "The Racing Rats" (Full version) - 4:15
3. "The Racing Rats" (Instrumental) - 4:16

## Hitlijsten
| "The Racing Rats" in de Nederlandse Top 40 - binnen 15-12-2007 | "The Racing Rats" in de Nederlandse Top 40 - binnen 15-12-2007 | "The Racing Rats" in de Nederlandse Top 40 - binnen 15-12-2007 | "The Racing Rats" in de Nederlandse Top 40 - binnen 15-12-2007 | "The Racing Rats" in de Nederlandse Top 40 - binnen 15-12-2007 | "The Racing Rats" in de Nederlandse Top 40 - binnen 15-12-2007 | "The Racing Rats" in de Nederlandse Top 40 - binnen 15-12-2007 | "The Racing Rats" in de Nederlandse Top 40 - binnen 15-12-2007 |
| Week                                                           | 1                                                              | 2                                                              | 3                                                              | 4                                                              | 5                                                              | 6                                                              |                                                                |
| -------------------------------------------------------------- | -------------------------------------------------------------- | -------------------------------------------------------------- | -------------------------------------------------------------- | -------------------------------------------------------------- | -------------------------------------------------------------- | -------------------------------------------------------------- | -------------------------------------------------------------- |
| Nummer                                                         | 17                                                             | 15                                                             | 12                                                             | 15                                                             | 35                                                             | 40                                                             | uit                                                            |

| "The Racing Rats" in de Nederlandse Single Top 100 - binnen: 01-12-2007 | "The Racing Rats" in de Nederlandse Single Top 100 - binnen: 01-12-2007 | "The Racing Rats" in de Nederlandse Single Top 100 - binnen: 01-12-2007 | "The Racing Rats" in de Nederlandse Single Top 100 - binnen: 01-12-2007 | "The Racing Rats" in de Nederlandse Single Top 100 - binnen: 01-12-2007 | "The Racing Rats" in de Nederlandse Single Top 100 - binnen: 01-12-2007 | "The Racing Rats" in de Nederlandse Single Top 100 - binnen: 01-12-2007 | "The Racing Rats" in de Nederlandse Single Top 100 - binnen: 01-12-2007 | "The Racing Rats" in de Nederlandse Single Top 100 - binnen: 01-12-2007 | "The Racing Rats" in de Nederlandse Single Top 100 - binnen: 01-12-2007 | "The Racing Rats" in de Nederlandse Single Top 100 - binnen: 01-12-2007 | "The Racing Rats" in de Nederlandse Single Top 100 - binnen: 01-12-2007 |
| Week                                                                    | 1                                                                       | 2                                                                       | 3                                                                       | 4                                                                       | 5                                                                       | 6                                                                       | 7                                                                       | 8                                                                       | 9                                                                       | 10                                                                      |                                                                         |
| ----------------------------------------------------------------------- | ----------------------------------------------------------------------- | ----------------------------------------------------------------------- | ----------------------------------------------------------------------- | ----------------------------------------------------------------------- | ----------------------------------------------------------------------- | ----------------------------------------------------------------------- | ----------------------------------------------------------------------- | ----------------------------------------------------------------------- | ----------------------------------------------------------------------- | ----------------------------------------------------------------------- | ----------------------------------------------------------------------- |
| Nummer                                                                  | 60                                                                      | 20                                                                      | 22                                                                      | 28                                                                      | 27                                                                      | 35                                                                      | 37                                                                      | 56                                                                      | 75                                                                      | 91                                                                      | uit                                                                     |

| "The Racing Rats" in de Vlaamse Ultratop 50 - binnen: 29-12-2007 | "The Racing Rats" in de Vlaamse Ultratop 50 - binnen: 29-12-2007 | "The Racing Rats" in de Vlaamse Ultratop 50 - binnen: 29-12-2007 | "The Racing Rats" in de Vlaamse Ultratop 50 - binnen: 29-12-2007 | "The Racing Rats" in de Vlaamse Ultratop 50 - binnen: 29-12-2007 | "The Racing Rats" in de Vlaamse Ultratop 50 - binnen: 29-12-2007 | "The Racing Rats" in de Vlaamse Ultratop 50 - binnen: 29-12-2007 | "The Racing Rats" in de Vlaamse Ultratop 50 - binnen: 29-12-2007 | "The Racing Rats" in de Vlaamse Ultratop 50 - binnen: 29-12-2007 |
| Week                                                             | 1                                                                | 2                                                                | 3                                                                | 4                                                                | 5                                                                | 6                                                                | 7                                                                |                                                                  |
| ---------------------------------------------------------------- | ---------------------------------------------------------------- | ---------------------------------------------------------------- | ---------------------------------------------------------------- | ---------------------------------------------------------------- | ---------------------------------------------------------------- | ---------------------------------------------------------------- | ---------------------------------------------------------------- | ---------------------------------------------------------------- |
| Nummer                                                           | 45                                                               | 43                                                               | 49                                                               | 45                                                               | 46                                                               | 36                                                               | 39                                                               | uit                                                              |

| Nummer met noteringen in de NPO Radio 2 Top 2000 | '16  | '17 | '18  | '19  | '20  | '21  | '22  | '23  | '24  |
| ------------------------------------------------ | ---- | --- | ---- | ---- | ---- | ---- | ---- | ---- | ---- |
| The Racing Rats                                  | 1134 | 972 | 1154 | 1327 | 1335 | 1608 | 1603 | 1783 | 1812 |

1. ↑  Een vetgedrukt getal geeft de hoogste notering aan.
2. ↑  2016 was het eerste jaar met een notering voor dit nummer.